# Incident frontalier afghano-pakistanais du 26 novembre 2011

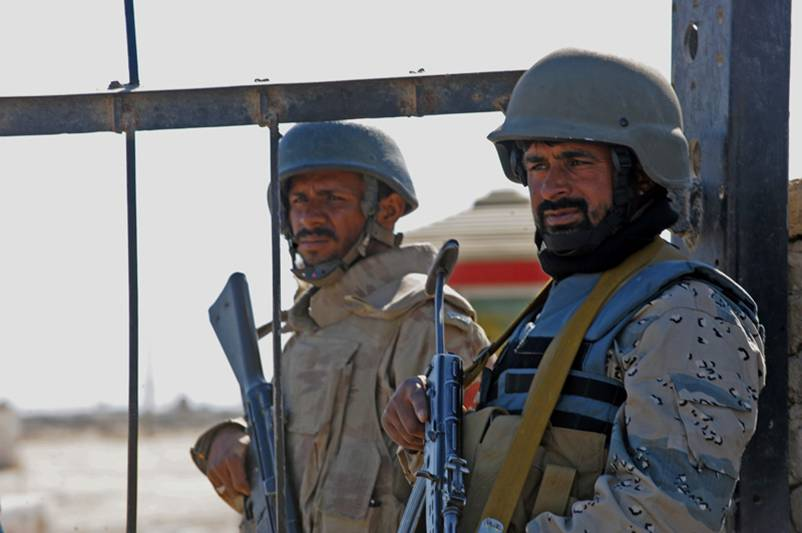
Un soldat pakistanais (à gauche) et un soldat afghan se tenant chacun de son côté de la frontière en janvier 2010.

L'incident frontalier afghano-pakistanais du 26 novembre 2011 est le plus violent incident du genre entre les forces internationales présentes en Afghanistan entre octobre 2001 et 2021 et l'armée pakistanaise.

## L'incident de frontière
Selon les autorités pakistanaises, le 26 novembre 2011, sur les 40 soldats postés sur deux postes à un point de contrôle, 28 soldats dont 2 officiers ont été tués et 13 blessés dans l'agence de Mohmand par un bombardement de l'OTAN mené par un hélicoptère de combat AH-64 Apache et des avions dont un Lockheed AC-130. Le poste de contrôle était situé entre 200 et 300 mètres de la frontière  avec l'Afghanistan. Ces soldats étaient déployés pour combattre des militants talibans dans le cadre de l'opération Brekhna lancée en avril 2011 contre des talibans pakistanais du Tehrik-e-Taliban Pakistan dans l'agence de Mohmand et également dans le cadre de déploiements supplémentaires à la frontière à la suite d'une forte augmentation des infiltrations talibanes venant d'Afghanistan vers le Pakistan ces derniers mois. 
Le 28 novembre, des responsables afghans affirment qu'il s'agit d'une réplique à des tirs venant des positions pakistanaises sur des militaires de l'armée nationale afghane qui ont demandé un soutien aérien, on parle également de la possibilité de tirs talibans proches de ces positions destinés à provoquer un tel incident.
Ce n'est pas le premier incident de frontière du genre, mais il s'agit de loin du plus meurtrier. Le 14 mai 2007, une embuscade pakistanaise lors de négociations à la suite de tels accrochages tue un Américain et en blesse trois autres ainsi qu'un Afghan. D'autres incidents ont coûté la vie à des soldats pakistanais à la suite de violations du territoire par des forces aériennes de l'OTAN. Le dernier avait tué quatre soldats pakistanais le 30 septembre 2010, ce qui avait provoqué une grave crise diplomatique entre le Pakistan et les États-Unis. Selon l'OTAN, il s’agissait d'une erreur, les soldats pakistanais auraient été confondus avec des talibans. Avant lui, le plus violent incident du genre avait coûté la vie à 11 soldats le 10 juin 2008.
Les États-Unis mettent en place une commission d'enquête sur l'incident à laquelle participent des Afghans, le Pakistan invité n'a pas donné suite et qui remit ses conclusions le 26 décembre au lieu du 23 décembre initialement prévu.

### Rapport de la commission d'enquête
L'opération Sayaqa dans la nuit du 25 au 26 novembre a impliqué une centaine de commandos de la compagnie A du 1er bataillon, de la 3e brigade afghane, quatorze soldats du détachement des Special Forces des États-Unis ODA 3313, soutenus par deux hélicoptères  CH-47 Chinook, deux AH-64D, un AC-130 Spectre, deux F-15E Strike Eagle et un MC-12 Huron de reconnaissance. Leur objectif : détruire un centre de rassemblement et de formation des insurgés dans le village Maya. Les renseignements y faisaient état de la présence de 25 à 30 insurgés.
Les forces américano-afghanes ont été débarquées peu après 22 h le 25 novembre ; à 23 h 9 plus tard, elles ont été prises à partie. Selon le rapport, aucune présence militaire pakistanaise n'était enregistrée sur des crêtes d'où ont été tirées des rafales de mitrailleuses lourdes et des obus de mortiers. La riposte a été confiée au AC-130 Spectre et à un AH-64D, les combats s’arrêteront à 1h51.

## Conséquences politiques

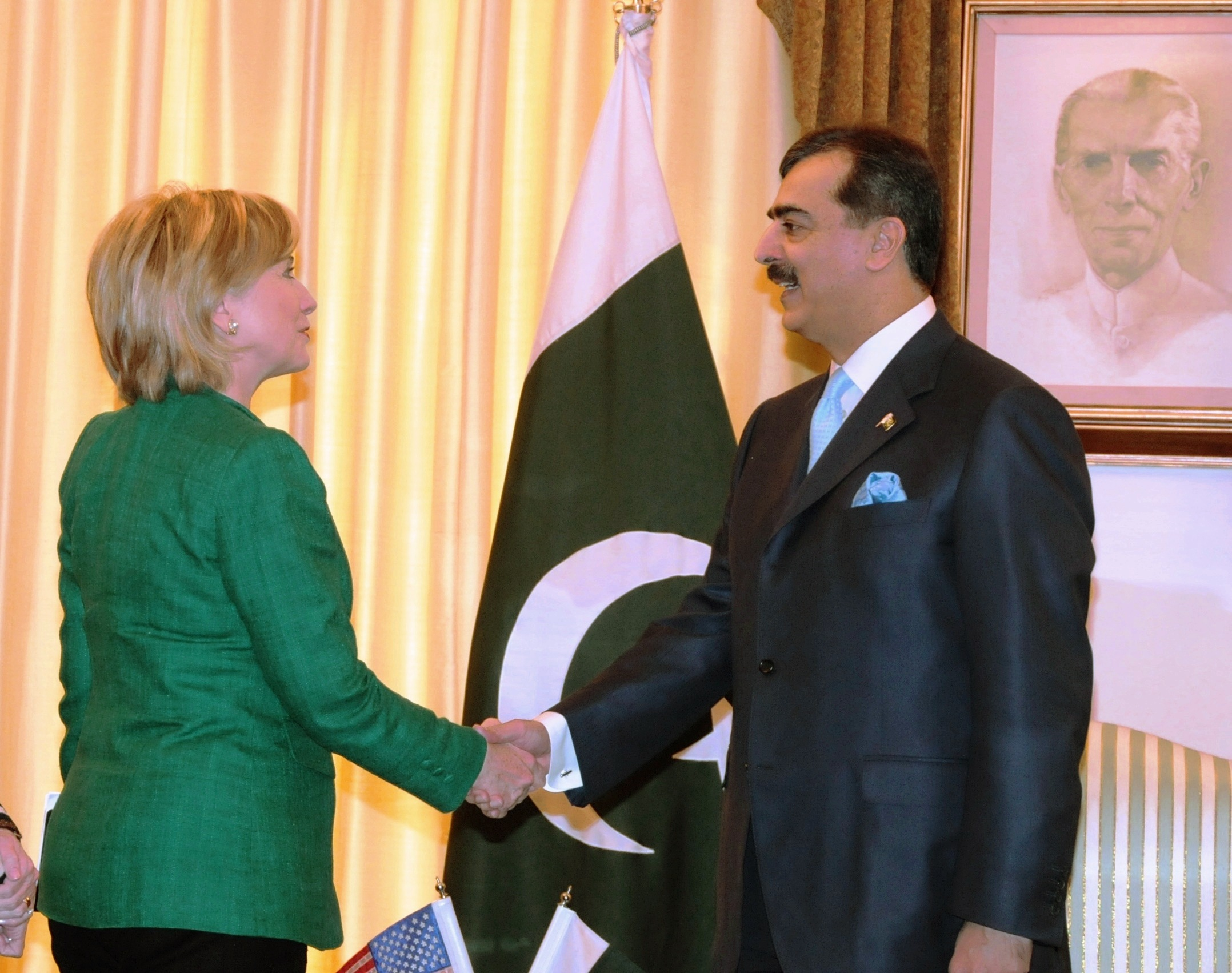
Le Premier ministre pakistanais Youssouf Raza Gilani et Hillary Clinton le 28 octobre 2009 à Islamabad.

Le gouvernement pakistanais condamne fermement l'attaque qu'il considère comme une atteinte grave à son territoire et à sa souveraineté. Il annonce quelque temps plus tard la suspension du ravitaillement des forces de l'OTAN depuis son territoire, ce qui représente la moitié du ravitaillement de l'OTAN,. Le Premier ministre Youssouf Raza Gilani, qui était en déplacement à Multan pour une visite de trois jours, rentre à Islamabad pour participer à une réunion du cabinet de défense qui fixera la réponse des autorités. Avant de quitter la ville, il déclare « ce sont la solidarité et la sécurité du Pakistan qui ont été attaquées » et il entre en contact avec plusieurs leaders de l'opposition en vue d'une réaction coordonnée. Le principal chef de l'opposition Nawaz Sharif parle « d'acte de terrorisme ». Le gouvernement finit par annoncer qu'il va revoir toutes ses relations avec les États-Unis et exige à nouveau le départ des drones américains qui bombardent certaines zones des régions tribales. Le gouvernement pakistanais lance ensuite aux États-Unis un ultimatum de 15 jours pour qu'ils évacuent la base aérienne pakistanaise de Shamsi, qui abrite des drones américains.
Le 29 novembre, le Pakistan annonce qu'il boycottera la conférence de Bonn du 5 décembre sur la paix en Afghanistan, ce qui rend la conférence en grande partie inutile.
Sur le plan interne, l'attaque risque de renforcer l'opposition islamiste qui désigne les États-Unis comme un ennemi de la nation. Elle met aussi le gouvernement dans une position délicate puisqu'il soutient une alliance stratégique avec les États-Unis. L'attaque risque donc de faire monter davantage la tension politique à l'approche des élections sénatoriales de mars 2012 et des élections législatives de début 2013.
Au niveau international, les relations entre les gouvernements américain et pakistanais se sont fortement dégradées depuis la mort d'Oussama ben Laden et les accusations de soutien du réseau Haqqani par l'Inter-Services Intelligence.